# Elmenhorst (Vorpommern)
Elmenhorst ist eine Gemeinde südlich von Stralsund im Landkreis Vorpommern-Rügen. Sie wird vom Amt Miltzow mit Sitz im Sundhagener Ortsteil Miltzow verwaltet. Die Gemeinde gehörte bis zum 1. Januar 2004 zum Amt Kronskamp.

## Geografie

### Geografische Lage
Elmenhorst liegt etwa zehn Kilometer südlich der Stadt Stralsund und etwa 15 Kilometer nördlich von Grimmen. Größere Teile des Gemeindegebiets sind bewaldet, so liegt etwa im Nordwesten der Krummhagen Forst. Die Südgrenze der Gemeinde bildet der Barthegraben.

### Gemeindestruktur
Ortsteile
- Bookhagen
- Elmenhorst

Wohnplätze
- Neu-Elmenhorst
- Groß-Elmenhorst

## Geschichte
Bookhagen hatte am 31. Dezember 2015 18 Einwohner.
Elmenhorst wurde 1273 erstmals urkundlich erwähnt. Elmenhorst könnte so viel wie von Ulmen bestandenes, höhergelegenes Gelände bedeuten.

Bis zur Reformation (1534) war das Dorf im Besitz des Klosters Neuenkamp, danach im Besitz des Herzogs von Pommern. Seit dem Dreißigjährigen Krieg bis 1815 war Elmenhorst schwedisch, danach wurde es preußisch.
Die Gemeinden Groß-Elmenhorst, Elmenhorst Dorf und Neu Elmenhorst sowie der Gutsbezirk Bookhagen wurden 1921 zur Gemeinde Elmenhorst zusammengeschlossen.
Die Gemeinde war bis 1952 Teil des Landkreises Grimmen und gehörte danach bis 1994 zum Kreis Grimmen im Bezirk Rostock (bis 1990).

Seit 1900 besitzt der Ort einen Eisenbahnanschluss und seit 1922 einen Stromanschluss. In den 1960er Jahren wurde auf dem Gemeindegebiet durch den VEB Erdöl-Erdgas Grimmen nach Erdöl und Erdgas gebohrt.

Elmenhorst hatte am 31. Dezember 2015 711 Einwohner.

## Wappen, Flagge, Dienstsiegel
Die Gemeinde verfügt über kein amtlich genehmigtes Hoheitszeichen, weder Wappen noch Flagge. Als Dienstsiegel wird das kleine Landessiegel mit dem Wappenbild des Landesteils Vorpommern geführt. Es zeigt einen aufgerichteten Greifen mit aufgeworfenem Schweif und der Umschrift „GEMEINDE ELMENHORST – LANDKREIS VORPOMMERN-RÜGEN“.

## Sehenswürdigkeiten
- Gotische Kirche Elmenhorst aus dem 13. Jahrhundert
- Heimatstube
- Elmenhorster Reitturnier
- Alte Schule
- Marktplatz
- Bahnhof
- Backsteinhäuser

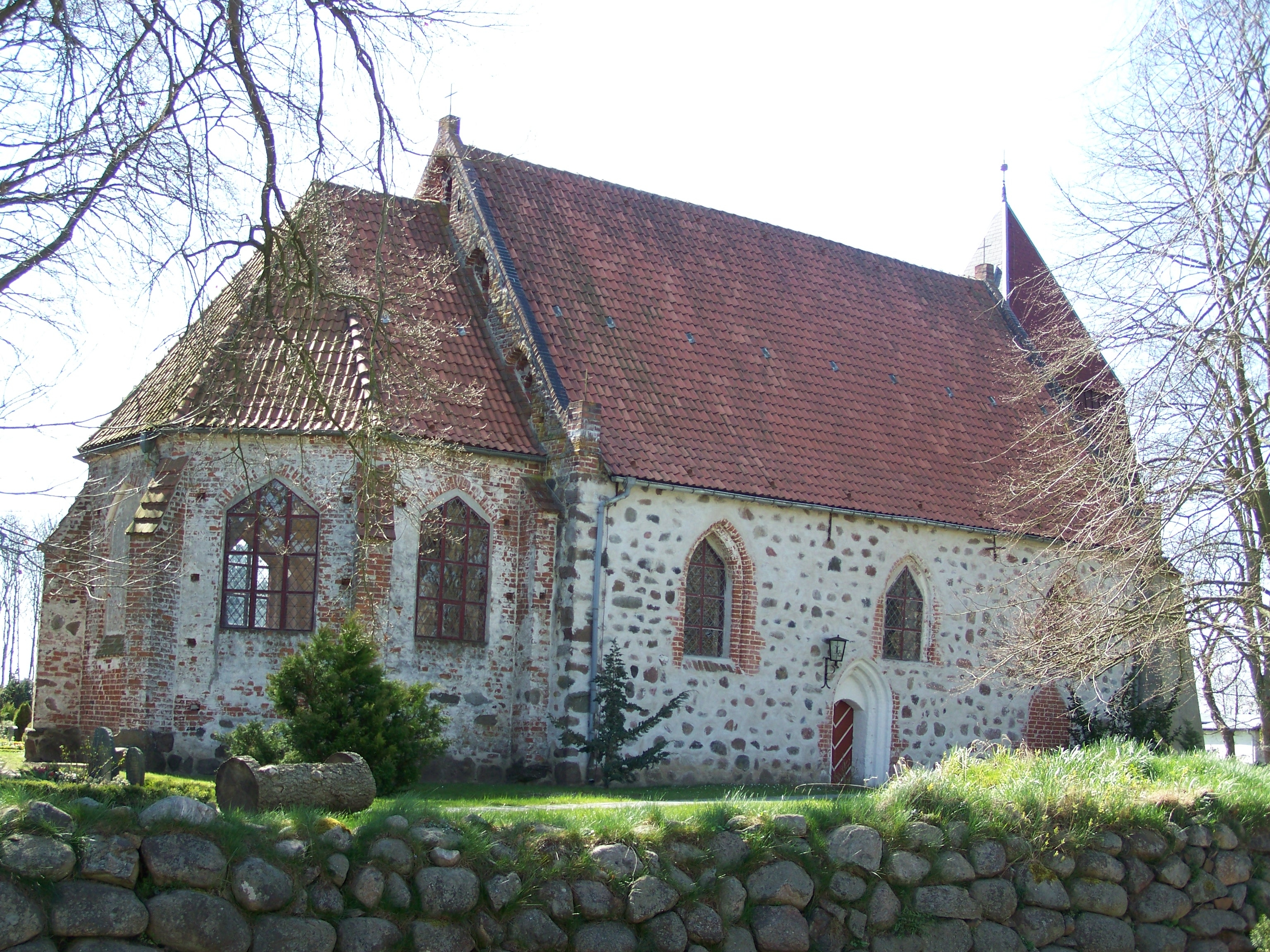
Kirche von Nordost
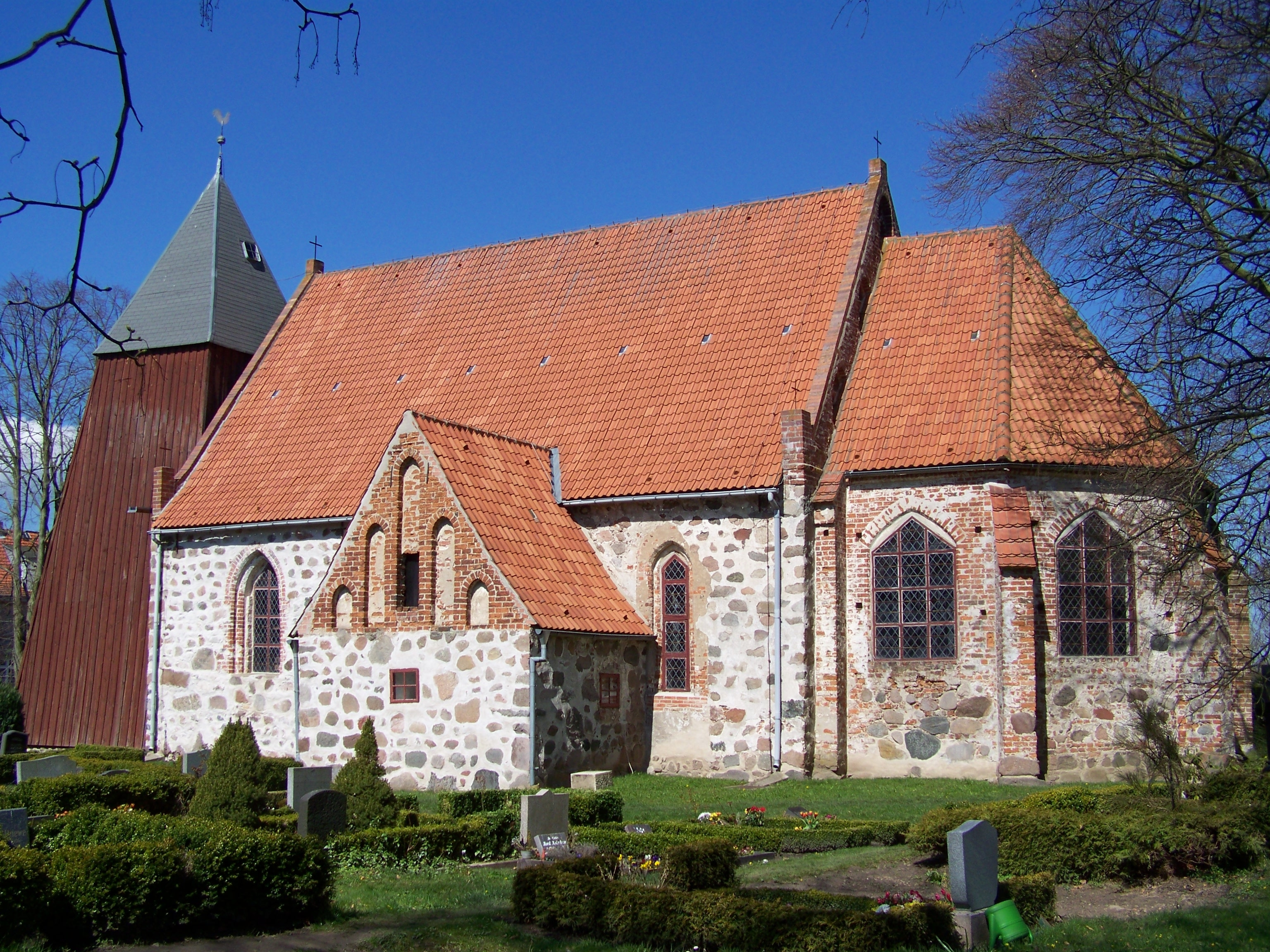
Kirche von Südost
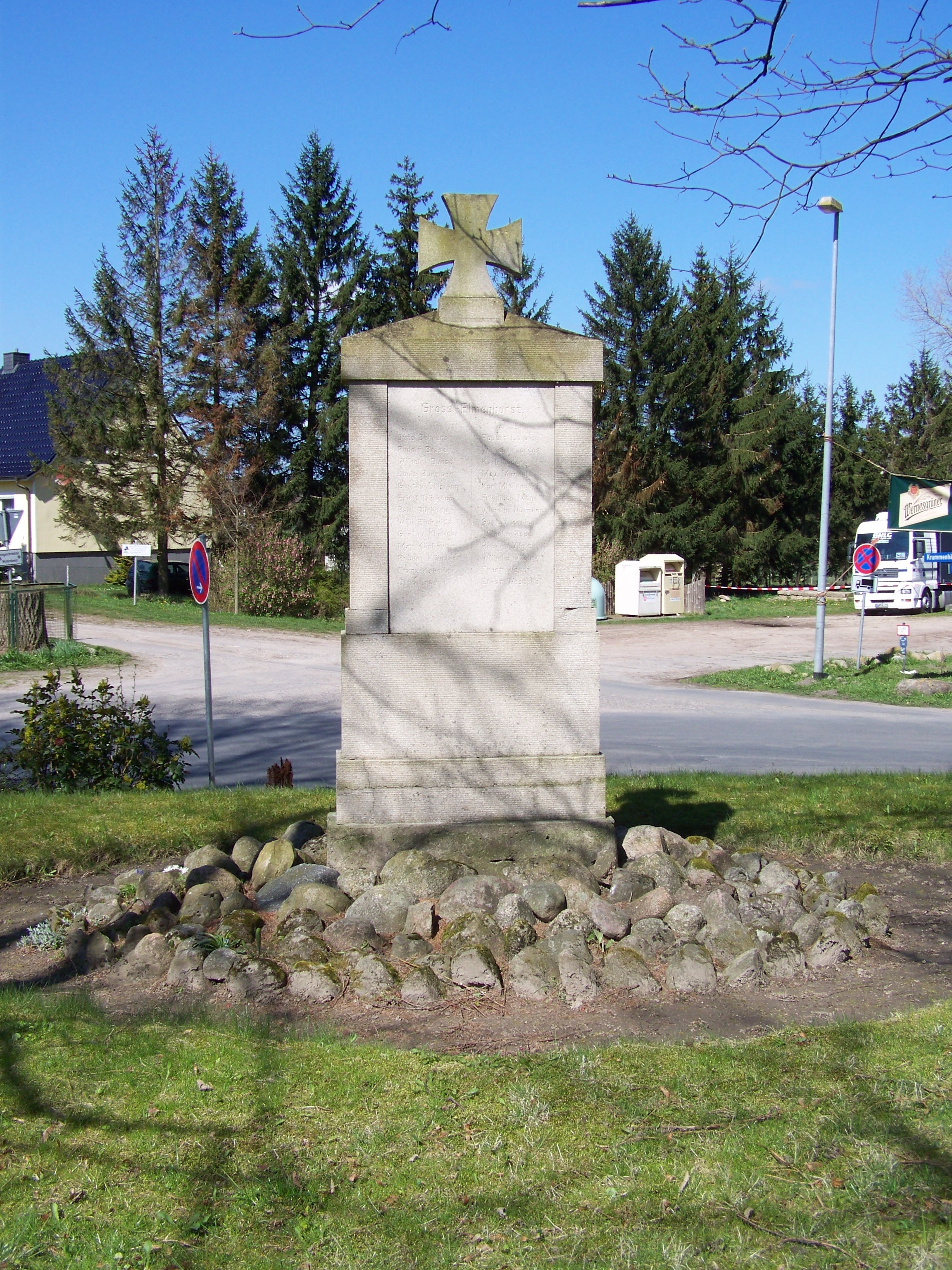
Denkmal für Weltkriegsgefallene

## Wirtschaft und Infrastruktur

### Verkehr
Westlich der Gemeinde verläuft die Bundesstraße 194 und östlich die Bundesstraße 96. Die Bahnstrecke Stralsund–Berlin (Berliner Nordbahn) führt durch das Gemeindegebiet und hat einen Bahnhof in Elmenhorst.